# 新居町 (岡崎市)
新居町（あらいちょう）は、愛知県岡崎市の町名である。丁番を持たない単独町名である。

## 地理
岡崎市の北部に位置する。小字が設置されている。

### 小字
| - 字荒子（あらこ） - 字荒田（あらた） - 字稲葉（いなば） - 字井ノ下（いのした） - 字宇頭（うとう） - 字大洞（おおぼら） - 字カゲナ（かげな） - 字神浅（かみあさ） | - 字楠ノ木（くすのき） - 字権登内（ごんとない） - 字笹薮（ささやぶ） - 字シモ田（しもた） - 字シモ（しも） - 字団子岩（だんごいわ） - 字トイダ（といだ） - 字ドトミキ（どとみき） | - 字中田（なかだ） - 字日影（ひかげ） - 字平津形（ひらつがた） - 字マゴンタ（まごんた） - 字又六（またろく） - 字松本（まつもと） - 字道下（みちした） - 字村山（むらやま） |

## 世帯数と人口
2019年（令和元年）5月1日現在の世帯数と人口は以下の通りである。
| 町丁   | 世帯数 | 人口 |
| ------ | ------ | ---- |
| 新居町 | 25世帯 | 71人 |

### 人口の変遷
国勢調査による人口の推移
| 1995年（平成7年）  | 98人 | [ 5 ] |  |
| 2000年（平成12年） | 91人 | [ 6 ] |  |
| 2005年（平成17年） | 86人 | [ 7 ] |  |
| 2010年（平成22年） | 87人 | [ 8 ] |  |
| 2015年（平成27年） | 73人 | [ 9 ] |  |

## 小・中学校の学区
市立小・中学校に通う場合、学区は以下の通りとなる。
| 番・番地等 | 小学校               | 中学校             |
| ---------- | -------------------- | ------------------ |
| 全域       | 岡崎市立常磐東小学校 | 岡崎市立常磐中学校 |

## 歴史
額田郡新居村の一部を前身とする。
1889年10月1日に滝村、米河内村、安戸村、小丸村、新居村、蔵次村、大柳村が合併し、常磐村となった。同日、新居村消滅。

## 施設
- 八幡宮

## その他

### 日本郵便
- 郵便番号 : 444-3162[3]（集配局：岩津郵便局[11]）。

## 参考資料
- 『角川日本地名大辞典 23 愛知県』、1989年
- 『日本歴史地名大系 23 愛知県の地名』、1981年